# Норт Хејвен (Конектикат)
Норт Хејвен (енгл. North Haven) насељено је место без административног статуса у америчкој савезној држави Конектикат.

## Демографија
По попису из 2010. године број становника је 24.093, што је 1.058 (4,6%) становника више него 2000. године.
| Група             | 2000.          | 2010.          |
| Белци             | 21.127 (91,7%) | 21.056 (87,4%) |
| Афроамериканци    | 512 (2,2%)     | 725 (3,0%)     |
| Азијати           | 775 (3,4%)     | 1.132 (4,7%)   |
| Хиспаноамериканци | 433 (1,9%)     | 929 (3,9%)     |
| Укупно            | 23.035         | 24.093         |